# Syzyfowe prace (film)
Syzyfowe prace – polski film obyczajowy z 2000 w reżyserii Pawła Komorowskiego, adaptacja powieści Syzyfowe prace Stefana Żeromskiego. Oprócz wersji kinowej, powstał również serial telewizyjny o tym samym tytule.
Zdjęcia do filmu kręcono: w Kielcach, Pabianicach (II Liceum Ogólnokształcące), Ludyni, Tokarni (park etnograficzny), Bielinach, Piotrkowie Trybunalskim (m.in. cerkiew Wszystkich Świętych), Łodzi (sobór Aleksandra Newskiego, klasztor franciszkanów, Park Poniatowskiego), Ldzaniu i Zgierzu.

## Fabuła
Akcja toczy się w drugiej połowie XIX wieku na ziemiach polskich zaboru rosyjskiego. Główny bohater, Marcin Borowicz, rozpoczyna swoją edukację w gimnazjum w Klerykowie. Tam spotyka się z rusyfikacją, której początkowo nieświadomie ulega.

## Obsada
- Łukasz Garlicki − jako Marcin Borowicz
- Bartłomiej Kasprzykowski − jako Andrzej Radek
- Franciszek Pieczka − jako Józef, służący Borowiczów
- Andrzej Wichrowski − jako ojciec Marcina
- Alicja Bachleda-Curuś − jako Anna "Biruta" Stogowska
- Piotr Rzymyszkiewicz − jako Asystent
- Zofia Kucówna − jako „Przepiórzyca”, właścicielka stancji
- Ewa Wichrowska − jako matka Waleckiego
- Jakub Papuga − jako Pieprzojad
- Tomasz Piątkowski − jako Bernard Zygier
- Marcin Przybylski − jako Tadeusz Walecki
- Andriej Dawidow − jako inspektor Zabielskij
- Walentin Gołubienko − jako dyrektor gimnazjum
- Andrzej Kozak − jako profesor Sztetter
- Gustaw Lutkiewicz − jako profesor Nogacki
- Krzysztof Wakuliński − jako profesor Majewski
- Aleksander Kiriłłow − jako profesor Kostriulew
- Sebastian Domagała − jako Daleszowski
- Michał Staszczak − jako Szwarc
- Jakub Przebindowski − jako Spinoza
- Piotr Bujno − jako Belfegor
- Jerzy Bińczycki − jako ksiądz Wargulski
- Bogusław Sochnacki − jako woźny
- Wiesława Grochowska − jako służąca
- Artur Łodyga − jako Michalski
- Przemysław Sadowski − jako asystent
- Michał Szewczyk − nauczyciel
- Andrzej Mastalerz − jako Karol
- Piotr Rogucki − jako uczeń
- Rafał Królikowski − jako szlachcic Albert
- Łukasz Witt-Michałowski – jako Tymkiewicz

## Wyróżnienia
- Nominacja do Orła dla Marii Wiłun w kategorii: najlepsze kostiumy
- Nominacja do Orła dla Jerzego Matuszkiewicza w kategorii: najlepsza muzyka
- Nominacja do Orła dla Janusza Rosoła w kategorii: najlepszy dźwięk
- Nominacja do Orła dla Zofii Kucówny w kategorii: najlepsza drugoplanowa rola kobieca
- Nominacja do Orła dla Franciszka Pieczki w kategorii: najlepsza drugoplanowa rola męska